# Olivia Wilde
Olivia Jane Cockburn (Nueva York, 10 de marzo de 1984), conocida por su nombre artístico Olivia Wilde, es una actriz y directora de cine irlandoestadounidense. Es reconocida por sus papeles en las series The O. C. y Dr. House. Ha aparecido, entre otras producciones, en Cowboys & Aliens, In Time, Drinking Buddies y Rush. Es una de las caras visibles del movimiento Time’s Up.

## Primeros años
Su madre, Leslie Redlich, es productora y periodista del programa 60 Minutes, y su padre, Andrew Cockburn, es un periodista irlandés. Tiene una hermana mayor y un hermano menor. Quería ser actriz desde los ocho años. Acudió al Georgetown Day School en Washington D. C. y a la Phillips Academy. Más tarde se mudó a Dublín, donde asistió a The Gaiety School of Acting. Inicialmente comenzó a trabajar como asistente de casting.

## Carrera artística
Su primera aparición en la pequeña pantalla fue en la serie Skin (2003) durante seis episodios, aunque fue su papel de Alex Kelly en la serie The O.C., en 2004, el que le proporcionó mayor popularidad, participando en trece episodios de la serie estadounidense. Este personaje, junto a un pequeño papel en la película The Girl Next Door, le dieron la oportunidad de abrirse camino en el cine en diferentes películas durante el año 2006, destacando Conversations with Other Women, Alpha Dog, junto a Bruce Willis y Justin Timberlake, Superfrikis o Turistas.
Después de participar en la película Bobby Z junto a Paul Walker y Laurence Fishburne, y ser Jenny Reilly en la serie Los hermanos Donnelly durante 14 episodios, llega su papel más reconocido e importante en televisión, el de la Dra. Remy Hadley (Trece) en Dr. House. Su química con el actor Hugh Laurie y encarnar a una doctora declarada como bisexual le dieron una gran popularidad en Estados Unidos, además de varias nominaciones a mejor actriz de televisión en los Teen Choice Awards y una nominación en 2009 al mejor reparto de televisión en los Premios del Sindicato de Actores. Durante tres años se dedicó casi por entero a esta serie de gran éxito internacional, aunque en 2009 aparece en la película Año Uno con Jack Black. En 2010 hace un parón televisivo para la película de Paul Haggis Los próximos tres días, donde tiene un papel secundario.

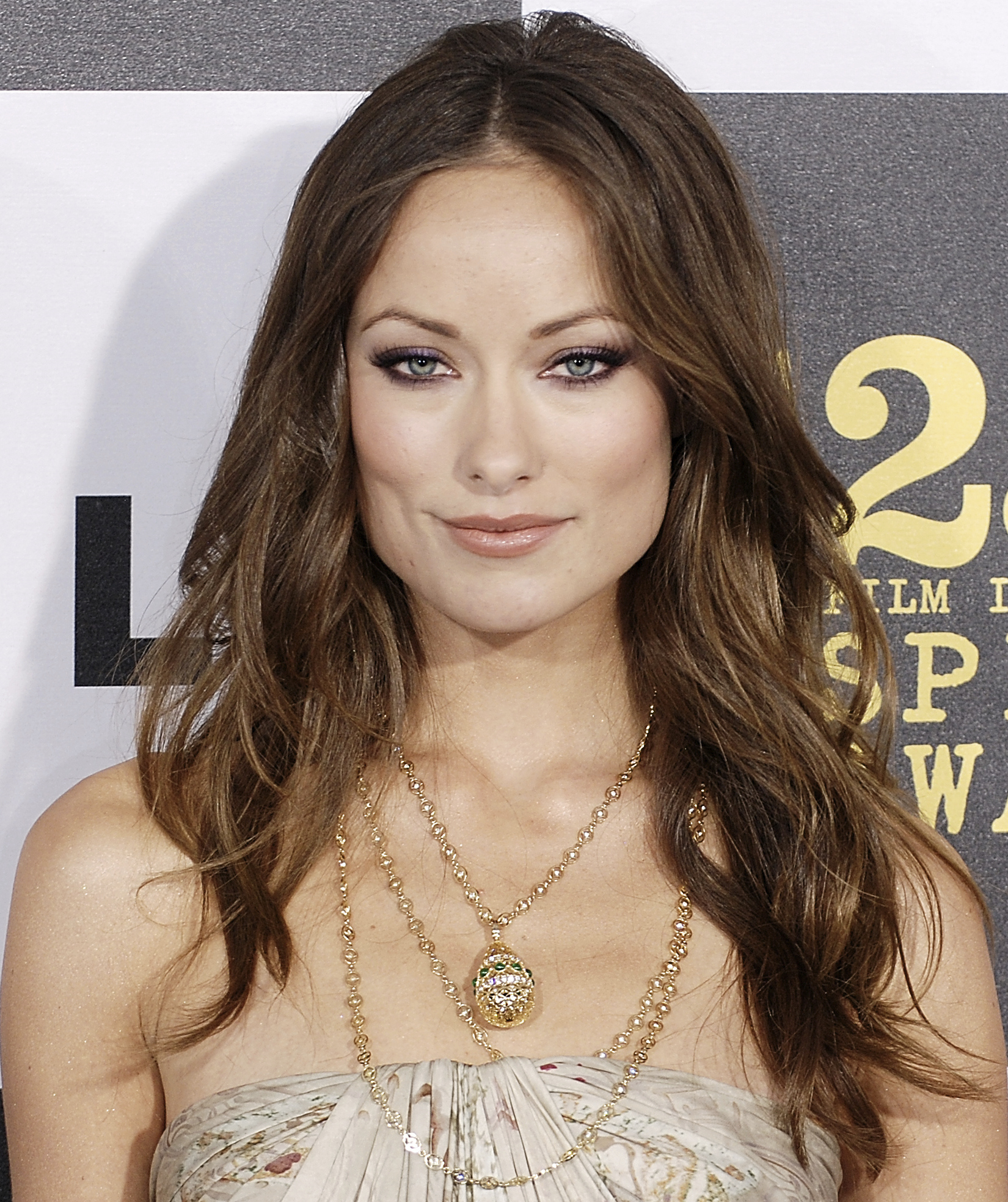
Wilde en los Premios Independent Spirit en 2010.

Pero su interpretación más conocida hasta ese momento en el cine lo tendría en la película de ciencia ficción Tron: Legacy, encarnando a la enigmática "Quorra" junto a Jeff Bridges; la cinta se trata de la secuela de la película original de 1982, titulada Tron. También puso voz a su propio personaje en el videojuego Tron: Evolution. Por su papel en la película consiguió una nominación a la actriz más prometedora en los MTV Movie Awards.
Luego, dirigió su primer cortometraje, titulado Free Hugs, además de participar en la producción de varios cortometrajes documentales de carácter social. Jon Favreau la fichó a continuación para el papel de Ella Swenson en Cowboys & Aliens, con Daniel Craig y Harrison Ford, habituándose a los personajes femeninos de acción. Volvería a coincidir con Justin Timberlake en In Time, película de ciencia ficción donde interpreta curiosamente el papel de su madre, Rachel Salas.
A pesar de estos papeles no deja su faceta en la comedia con películas como Butter o El cambiazo, donde comparte protagonismo con Ryan Reynolds y Jason Bateman. En 2012 termina su participación en el final de la serie Dr. House con todos los protagonistas, después de 5 temporadas, centrándose completamente en su carrera cinematográfica. Otras películas fueron The Words, con Bradley Cooper, Deadfall, con Eric Bana, y People Like Us.
En 2013 estrena la comedia The Incredible Burt Wonderstone, donde comparte cámara con dos grandes cómicos, Steve Carell y Jim Carrey; en ella interpreta el papel de una maga llamada Jane. Durante ese año participó en varias películas, entre las que destacan la película de Spike Jonze titulada Her y protagonizada por Joaquin Phoenix; la película coral Third Person de Paul Haggis, donde comparte pantalla con Liam Neeson entre otros; y posiblemente el film más atractivo de todos, Rush, del director Ron Howard. Esta cinta con argumento deportivo trata de la rivalidad de los pilotos de Fórmula 1 Niki Lauda y James Hunt en 1976. En la cinta, Wilde interpretó a la supermodelo de los años 70 Suzy Miller.

### Como directora
En 2016, dirigió el vídeo musical de la canción Dark Necessities, de la banda de funk rock californiana Red Hot Chili Peppers.
En 2019 debutó como directora de cine con su primer largometraje Booksmart.
El film tuvo una puntuación de 97% en Rotten Tomatoes. The Washington Post dijo que el tercer acto del film se convierte en algo bello e incluso trascendente. Los Angeles Times escribió que esta película deja un sentimiento de enorme esperanza por la humanidad y por la comedia americana, The Wall Street Journal señaló que el film era divertido e inteligente. Ganó el premio Independent Spirit Award a mejor ópera prima en febrero de 2020.
En 2020, Wilde dirigió Wake Up, un cortometraje protagonizado por Margaret Qualley.
En 2022, Wilde dirigió su segundo largometraje, donde también actuaba, Don't Worry Darling, un thriller sobre una ama de casa en la década de los 50, protagonizado porg Florence Pugh, Harry Styles, Gemma Chan y Chris Pine, producida por New Line Cinema con guion de Katie Silberman.
El film tuvo la mala suerte de sufrir múltiples conflictos durante el rodaje.
Fue estrenado en 2022 en el Festival de Venecia recibiendo críticas mixtas. 
Algunas fuentes apuntan a Wilde como directora de una futura película dentro de la saga de Spiderman.

## Vida privada

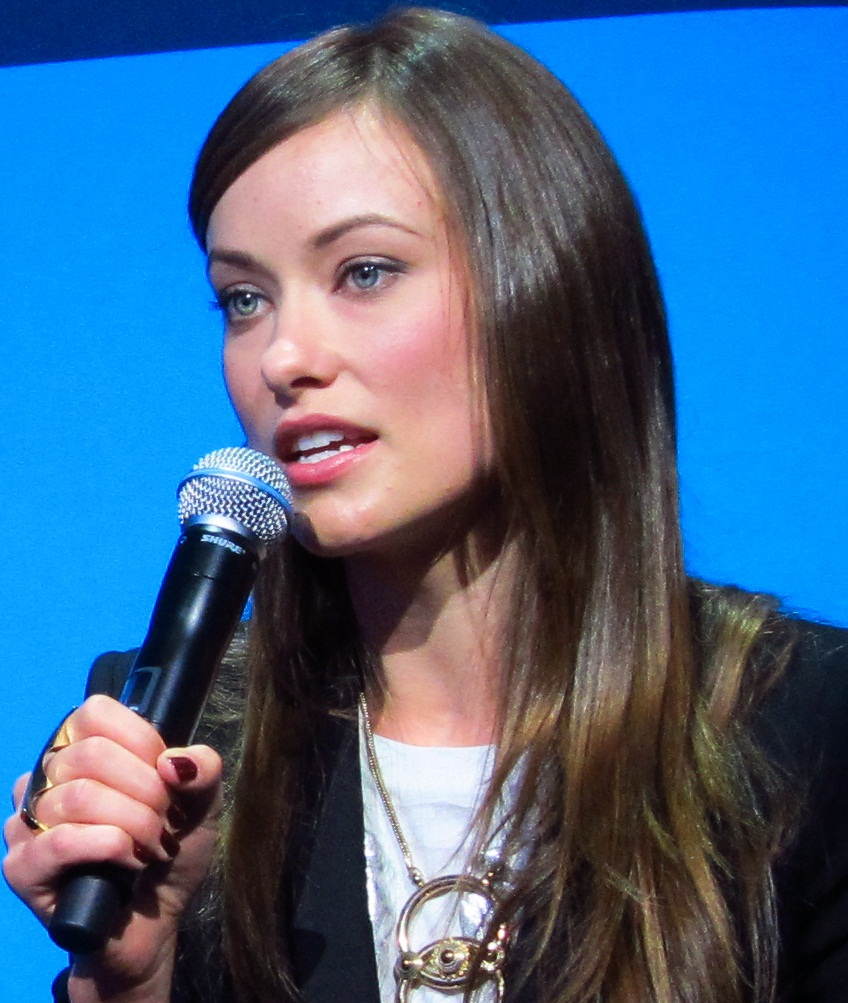
Wilde en el Consumer Electronics Show en enero de 2011.

Wilde tiene doble ciudadanía, de los Estados Unidos e Irlanda. Cambió su apellido mientras estaba en la escuela secundaria, inspirándose en el del escritor irlandés Oscar Wilde, para honrar a los escritores en su familia, muchos de los cuales utilizaron seudónimos. Es vegana, y fue elegida como la "Celebridad Vegana Más Sexy" de 2010 por la organización PETA.
El 7 de junio de 2003, a la edad de 19 años, contrajo matrimonio con el príncipe Tao Ruspoli, fotógrafo, guitarrista y miembro de una de las dinastías más prestigiosas de Italia, la de los príncipes de Poggio Suasa y de Cerveteri. El 8 de febrero de 2011 anunciaron su separación. Wilde solicitó el divorcio en Los Ángeles el 3 de marzo de 2011, dando como motivo «diferencias irreconciliables». El divorcio finalizó el 29 de septiembre de 2011. Wilde no pidió pensión compensatoria, y llegaron a un acuerdo privado sobre el reparto de los bienes comunes.
Wilde comenzó a salir con el actor Jason Sudeikis en noviembre de 2011 y se comprometieron en enero de 2013. En octubre la pareja anunció que estaban esperando su primer hijo. La actriz dio a luz a su primer hijo el 20 de abril de 2014, un niño al que llamaron Otis Alexander Sudeikis. En abril de 2016 Wilde anunció vía Instagram que ella y su pareja estaban esperando su segundo hijo. El 11 de octubre de 2016 dieron la bienvenida a una niña, llamada Daisy Josephine Sudeikis. En noviembre de 2020 la pareja anunció que se había separado a principios de año, pero que mantenían una relación amistosa por el bien de sus hijos.

## Activismo
Es una de las caras visibles del movimiento Time’s Up y fue la oradora en la Marcha de las mujeres en 2018 en Los Ángeles.

## Filmografía

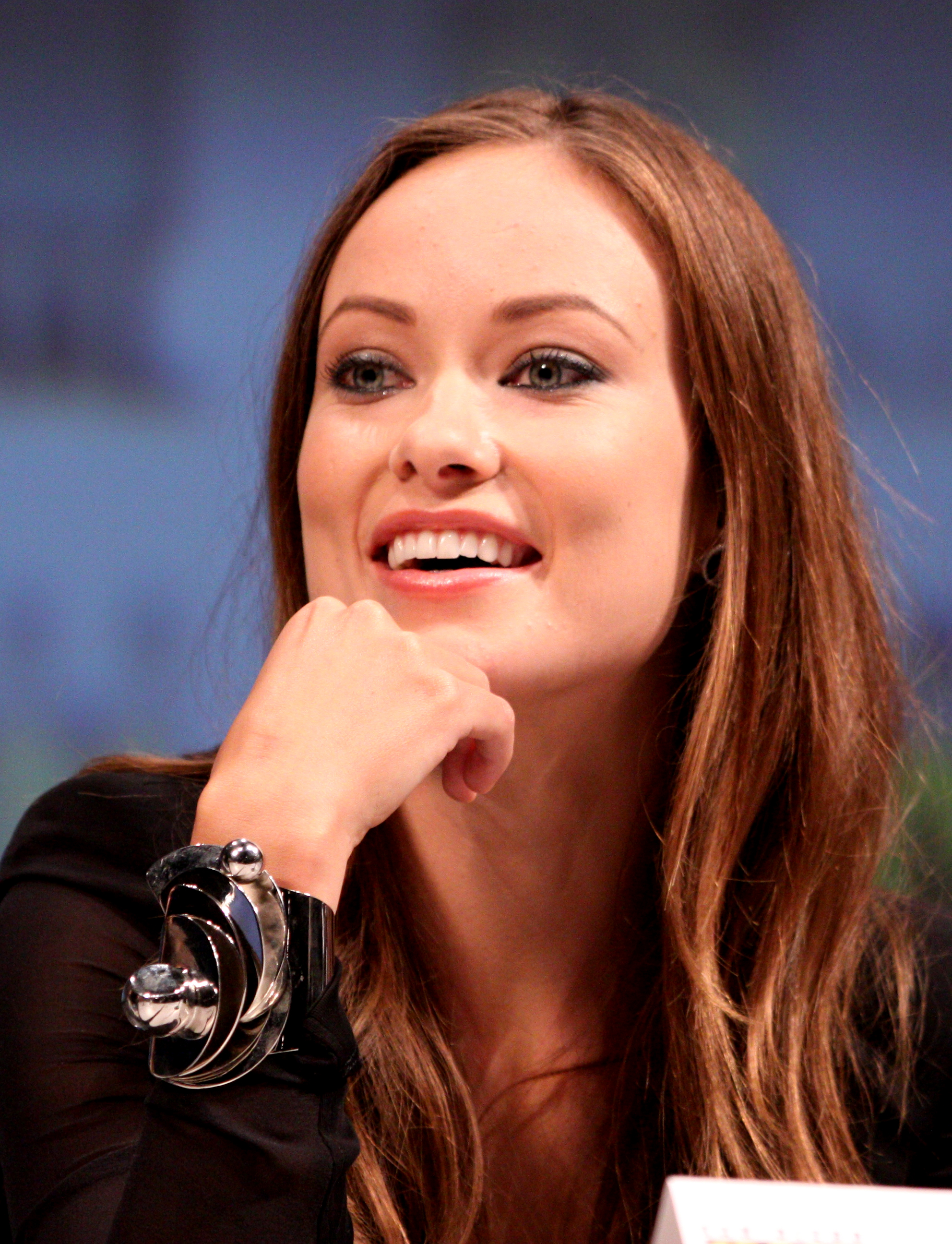
Olivia en la Comic Con de San Diego de 2010.

| Año  | Título                           | Rol                                   |
| ---- | -------------------------------- | ------------------------------------- |
| 2004 | The Girl Next Door               | Kellie                                |
| 2005 | Conversaciones con otras mujeres | Dama de honor                         |
| 2006 | Alpha Dog                        | Angela Holden                         |
| 2006 | Bickford Shmeckler's Cool Ideas  | Sarah Witt                            |
| 2006 | Turistas                         | Bea                                   |
| 2007 | The Death and Life of Bobby Z    | Elizabeth                             |
| 2008 | Fix                              | Bella                                 |
| 2009 | Año Uno                          | Princesa Inanna                       |
| 2009 | The Ballad of G.I. Joe           | Baronesa                              |
| 2010 | Weird: The Al Yankovic Story     | Madonna                               |
| 2010 | The Next Three Days              | Nicole                                |
| 2010 | Tron Legacy                      | Quorra                                |
| 2011 | Free Hugs                        | Head Hooper                           |
| 2011 | Cowboys & Aliens                 | Ella Swenson                          |
| 2011 | The Change-Up                    | Sabrina McKay                         |
| 2011 | On the Inside                    | Mia Conlon                            |
| 2011 | In Time                          | Rachel Salas                          |
| 2012 | Butter                           | Brooke Swinkowski                     |
| 2012 | La huida                         | Liza                                  |
| 2012 | People Like Us                   | Hannah                                |
| 2012 | El ladrón de palabras            | Daniella                              |
| 2013 | El increíble Burt Wonderstone    | Jane                                  |
| 2013 | Drinking Buddies                 | Kate                                  |
| 2013 | Rush                             | Suzy Miller                           |
| 2013 | Her                              | Amelia                                |
| 2013 | Third Person                     | Anna Barr                             |
| 2014 | Better Living Through Chemistry  | Elizabeth Roberts                     |
| 2014 | The Longest Week                 | Beatrice Fairbanks                    |
| 2015 | The Lazarus Effect               | Zoe McConnell                         |
| 2015 | Unity                            | Narradora                             |
| 2015 | Meadowland                       | Sarah                                 |
| 2015 | Love the Coopers                 | Eleanor Cooper                        |
| 2015 | Black Dog, Red Dog               | Sunshine                              |
| 2018 | Life Itself                      | Abby                                  |
| 2018 | A Vigilante                      | Sadie                                 |
| 2019 | Booksmart                        | (Directora)                           |
| 2019 | Richard Jewell                   | Kathy Scruggs                         |
| 2021 | How It Ends                      | Alay                                  |
| 2021 | Ghostbusters: Afterlife          | Gozer the Gozerian (Sin acreditar)    |
| 2022 | Don't Worry Darling              | Mary (también directora y productora) |

| Año       | Título                                          | Rol                         | Notas                                                    |
| --------- | ----------------------------------------------- | --------------------------- | -------------------------------------------------------- |
| 2003      | Skin                                            | Jewel Goldman               | 6 episodios                                              |
| 2004–2005 | The O.C.                                        | Alex Kelly                  | 13 episodios                                             |
| 2007      | The Black Donnellys                             | Jenny Reilly                | 14 episodios                                             |
| 2007–2012 | Dr. House                                       | Dra. Remy "Thirteen" Hadley | 81 episodios                                             |
| 2012      | Tron: Uprising                                  | Quorra (voz)                | Episodio: "Isolated"                                     |
| 2012      | Half the Sky                                    | Ella misma                  | Documental                                               |
| 2012      | Robot Chicken                                   | Varias voces                | Episodio: "Crushed by a Steamroller on My 53rd Birthday" |
| 2013      | The High Fructose Adventures of Annoying Orange | Rainbow Fairy (voz)         | Episodio: "Bats All, Fruits"                             |
| 2014      | American Dad!                                   | Denise (voz)                | Episodio: "Introducing The Naughty Stewardesses"         |
| 2014–2015 | Portlandia                                      | Brit                        | 3 episodios                                              |
| 2014–2015 | BoJack Horseman                                 | Charlotte (voz)             | 4 episodios                                              |
| 2015      | Doll & Em                                       | Olivia                      | 5 episodios                                              |
| 2016      | Vinyl                                           | Devon Finestra              | 8 episodios                                              |
| 2017      | Son of Zorn                                     | Radiana (voz)               | Episodio: "Radioactive Ex-Girlfriend"                    |

| Año  | Título               | Artista                              | Notas     |
| ---- | -------------------- | ------------------------------------ | --------- |
| 2006 | "So Far We Are"      | French Kicks                         |           |
| 2007 | "Stolen"             | Dashboard Confessional               |           |
| 2010 | "Derezzed"           | Daft Punk                            |           |
| 2013 | "City of Angels"     | Thirty Seconds to Mars               |           |
| 2016 | "No Love Like Yours" | Edward Sharpe and the Magnetic Zeros | Directora |
| 2016 | "Dark Necessities"   | Red Hot Chili Peppers                | Directora |
| 2018 | "Nice for What"      | Drake                                |           |

| Año  | Título                       | Voz    |
| ---- | ---------------------------- | ------ |
| 2010 | Tron: Evolution              | Quorra |
| 2010 | Tron Evolution: Battle Grids | Quorra |

## Premios y nominaciones

### Premios del Sindicato de Actores
| Año  | Categoría                   | Trabajo nominado | Resultado |
| ---- | --------------------------- | ---------------- | --------- |
| 2009 | Mejor reparto de televisión | Dr. House        | Nominada  |

### MTV Movie Awards
| Año  | Categoría         | Trabajo nominado | Resultado |
| ---- | ----------------- | ---------------- | --------- |
| 2011 | Actriz revelación | Tron: Legacy     | Nominada  |

### Teen Choice Awards
| Año  | Categoría               | Trabajo nominado              | Resultado |
| ---- | ----------------------- | ----------------------------- | --------- |
| 2013 | Mejor actriz de comedia | El increíble Burt Wonderstone | Nominada  |
| 2011 | Actriz revelación       | Tron: Legacy                  | Nominada  |

| Año  | Categoría         | Trabajo nominado | Resultado |
| ---- | ----------------- | ---------------- | --------- |
| 2011 | Mejor actriz      | Dr. House        | Nominada  |
| 2010 | Mejor actriz      | Dr. House        | Nominada  |
| 2009 | Mejor actriz      | Dr. House        | Nominada  |
| 2008 | Actriz revelación | Dr. House        | Nominada  |